# Massaker von Étobon
Das Massaker von Étobon war ein Kriegsverbrechen der Deutschen im besetzten Frankreich am 27. September 1944. Dabei wurden 39 Einwohner des Orts Étobon erschossen sowie weitere verschleppt.

## Vorgeschichte und Ablauf

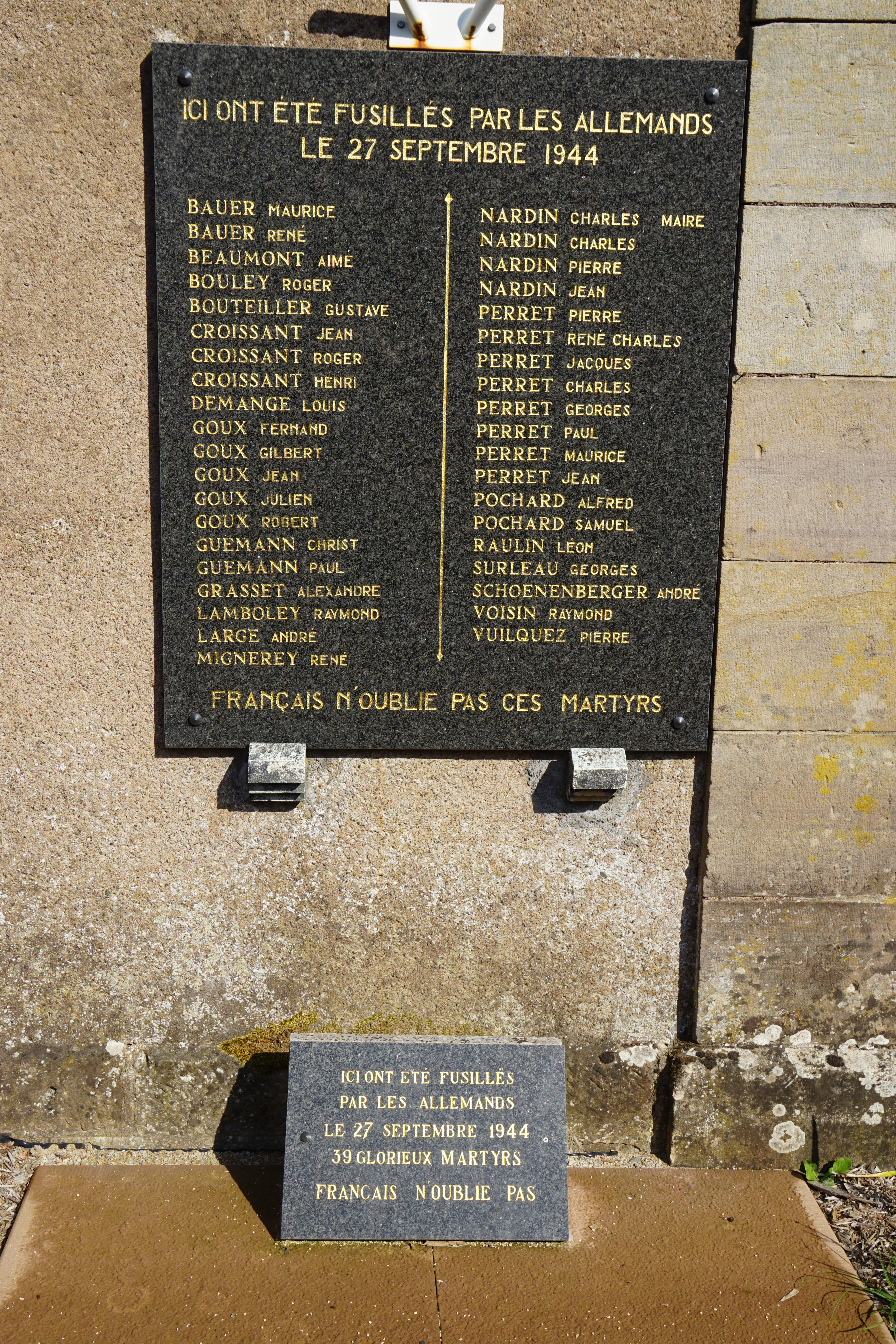
Gedenktafel für die ermordeten Franzosen an der lutherischen Kirche in Chenebier

Im Zeitraum nach der Invasion in der Normandie im Juni 1944 kam es im Gebiet um Étobon im Département Haute-Saône im Osten Frankreichs vermehrt zu Aktionen der Resistance. Dabei kam es zum Tod von mehreren Deutschen, aber auch von französischen Zivilisten. Daraufhin trieb ein berittenes Kommando der deutschen Besatzer am 24. September 1944 alle männlichen Einwohner des Dorfs zwischen 16 und 50 Jahren im Rathaus zusammen und zwang sie zu Erdbauarbeiten. Die Soldaten, die auch später die Franzosen ermordeten, gehörten vermutlich zur 30. Waffen-Grenadier-Division der SS. Diese bestand zum Großteil aus Mitgliedern der Schutzmannschaft und russischen Freiwilligen, die im Kampf gegen Partisanen eingesetzt wurden. Die Repressalien zogen sich dann bis zum 27. September hin, als eine weitere Einheit der Deutschen, vermutlich Mitglieder der Gestapo, nach Étobon einrückte. Nun wurden alle männlichen Einwohner zwischen 16 und 60 Jahren in die Dorfschule gesperrt und der ganze Ort durchsucht. Nach weiteren Festnahmen und Verhören wurden die Gefangenen in den Nachbarort Chenebier gebracht. Gegen 16:00 Uhr wurden 27 von ihnen mit Lastwagen in Richtung Belfort verbracht. Sie wurden nach Deutschland verschleppt, 7 von ihnen wurden zu einem späteren Zeitpunkt exekutiert. Eine Gruppe von 39 Franzosen wurde anschließend kurzerhand als angebliche „Terroristen“ an der Kirchenmauer von Chenebier mit Maschinenpistolen erschossen. Einer der Schützen soll ein italienischer SS-Soldat gewesen sein, der sich freiwillig gemeldet hatte und später vor den Dorfbewohnern mit der Tat prahlte. Als weitere Verantwortliche wurden ein Kosakenhauptmann und ein deutscher Oberst identifiziert.
Bis zur Befreiung von Étobon am 18. November war die Einheit der Täter des Massakers weiterhin im Ort einquartiert. Es kam zu zahlreichen Plünderungen und Gewalttaten. Die Täter konnten nach dem Krieg nicht aufgespürt und verurteilt werden. Eine Gedenktafel und Ehrengräber in Chenebier und Étobon erinnern heute an die Tat.